# Big Bill Broonzy
Pour les articles homonymes, voir Big Bill et Bradley.
Lee Conley Bradley, dit Big Bill Broonzy, est un guitariste et chanteur de blues américain né en 1893 ou 1903 et mort le 15 août 1958 à Chicago.
Sa carrière commence dans les années 1920, lorsqu'il joue du country blues pour un public majoritairement afro-américain. Au cours des années 1930 et 1940, il réussit la transition vers un son plus urbain, populaire auprès du public de la classe ouvrière. Dans les années 1950, un retour à ses racines folk-blues traditionnelles fait de lui l'une des figures de proue du renouveau de la musique folk américaine émergente et une star internationale. Sa carrière longue et variée le place comme l'une des figures clés du développement de la musique blues au XXe siècle.
Broonzy signe plus de 300 chansons au cours de sa vie, y-compris des adaptations de chansons folkloriques traditionnelles et des chansons de blues originales. En tant que compositeur de blues, il est unique dans l'écriture de chansons qui reflètent ses expériences rurales et urbaines.
Big Bill Broonzy est intronisé au Blues Hall of Fame lors de sa création en 1980, parmi les 20 plus grandes légendes du blues.

## Biographie

### Jeunesse
Lee est l'un des dix-sept enfants de Frank Bradley et Mittie Belcher. Ses date et lieu de naissance sont incertains. Lui-même déclare être né en 1893, à Scott, comté de Bolivar, dans le Mississippi, mais selon son biographe Bob Riesman, il est plus probablement né le 26 juin 1903 à Altheimer, dans le comté de Jefferson, Arkansas, sous le nom de Lee Conley Bradley. Cependant, c'est l'année 1898 qui figure sur le certificat de naissance de sa sœur jumelle. Le jeune Lee Conley, surnommé plus tard Big Bill Broonzy, joue d'abord du violon et du banjo lors des mariages et des fêtes familiales. En 1915, il travaille comme métayer et est déjà marié. Après que la ferme qu'il gère est paralysée par la sécheresse de 1916, il travaille dans des mines ou des chantiers de construction des digues pour subvenir aux besoins de sa famille. Il passe deux ans sous les drapeaux en 1917-1918, dont une partie en Europe.

### Les débuts
C'est en tant que guitariste qu'il commence sa carrière à Chicago au milieu des années 1920. Il y rencontre Papa Charlie Jackson qui lui enseigne la guitare et l'embauche pour l'accompagner. Au cours de ces années, Broonzy travaille dans une série de petits boulots pour compléter ses revenus, comme porteur, cuisinier, fondeur ou gardien, mais son principal intérêt est pour la musique. Grâce à son association avec Jackson, Broonzy obtient une audition avec J. Mayo Williams de Paramount Records. Ses premiers enregistrements, réalisés avec son ami John Thomas au chant, sont rejetés. Mais Broonzy persiste, et son deuxième essai, quelques mois plus tard, est couronné de succès. Il enregistre son premier 78 tours en 1927. Deux ans plus tard, il connaît son premier grand succès avec Big Bill Blues, qui lui assure une réputation qui durera jusqu’à sa mort.

### Années 1920-1930
Après un démarrage difficile chez Paramount, il enregistre à New York pour les labels bon marché d'ARC comme Melotone, Perfect ou Banner Records. Ces disques se vendent mieux et Broonzy devient de plus en plus connu. De retour à Chicago, il travaille régulièrement dans les clubs de South Side et tourne avec Memphis Minnie. En 1934, il signe chez Bluebird.
Il enregistre plus de 300 faces de disque sous son nom, et autant en qualité d’accompagnateur d’autres grands bluesmen (Washboard Sam, Jazz Gillum, Sonny Boy Williamson I, Lil Green, Bumble Bee Slim, Lonnie Johnson, Tampa Red, entre autres),. Chanteur à la voix forte, claire et prenante, au ton déclamatoire, il est un guitariste complet, véloce et bondissant dont le style innovant sera abondamment imité. Son immense talent et sa personnalité chaleureuse le rendent populaire auprès de la communauté noire de la ville de Chicago, pendant la période (1930-1942) qui représente l'âge d’or du Chicago blues.
Big Bill Broonzy, accompagné au piano par Albert Ammons, participe aux fameux concerts From Spirituals to Swing organisés en 1938 et 1939 par John Hammond au Carnegie Hall, aux côtés de Count Basie, Benny Goodman, Big Joe Turner ou Sonny Terry. Il remplace Robert Johnson qui avait d'abord été invité, mais est mort entretemps. Son succès le conduit la même année à un petit rôle dans la comédie musicale Swingin' the Dream d'Erik Charell, l'adaptation jazz du Songe d'une nuit d'été de Shakespeare, se déroulant à la Nouvelle-Orléans en 1890 et mettant en vedette, entre autres, Louis Armstrong, Maxine Sullivan et le sextet de Benny Goodman.
Après la Seconde Guerre mondiale, son style devient plus policé, urbain et électrifié. Ses chansons permettent à de nombreux jeunes musiciens, comme Muddy Waters, Little Walter ou Jimmy Rogers, d'aller vers le futur du blues : le blues électrique de Chicago d'après-guerre. Ses enregistrements de 1945 de Where the Blues Began, avec Big Maceo au piano et Buster Bennett au sax, et Martha Blues, avec Memphis Slim au piano, montrent clairement la voie à suivre. Une de ses chansons les plus connues, Key to the Highway, apparait à cette époque.

### Le retour au folk blues
En 1949, Broonzy fait partie d'une revue de musique folk en tournée, I Come for to Sing, formée par Win Stracke, qui comprend également Studs Terkel et Lawrence Lane. La revue rencontre un certain succès grâce au renouveau du folk naissant.
Broonzy  est l’un des premiers bluesmen à venir en Europe et notamment en France (1951), recevant partout un accueil triomphal. Il y revient par la suite à de nombreuses reprises, ainsi qu'en Afrique, en Australie et en Amérique latine, participant ainsi à la propagation du blues. Aux Pays-Bas, Broonzy rencontre une Néerlandaise, Pim van Isveldt, avec qui il a un enfant, Michael, qui vit toujours à Amsterdam.
De retour aux États-Unis, il devient un acteur vedette avec quelques artistes folks de premier plan, tels que Pete Seeger, ou Sonny Terry et Brownie McGhee. En 1957, Broonzy est l'un des membres fondateurs de l'École de Folk Music d'Old Town.
Doté d'un remarquable sens commercial, il abandonne sa guitare électrique et sa section rythmique pour revenir à la formule soliste des origines et est présenté comme « un laboureur noir du Sud » ou comme « le dernier des bluesmen vivants » interprétant les vieux chants folkloriques du Sud. Sur le disque Hollerin’ and Cryin’ the Blues (enregistré en France), il chante le célèbre Baby, Please Don't Go, des airs traditionnels comme John Henry ou le negro spiritual Nobody Knows. Figurent également des extraits d’un de ses concerts à la salle Pleyel avec la participation du pianiste Blind John Davis.
Atteint d'un cancer de la gorge et des poumons, il meurt en 1958, un peu plus d'un an après avoir en partie perdu l'usage de sa voix lors d'une opération.
Il est inhumé au cimetière Lincoln de Blue Island, juste au sud de Chicago.

## Discographie
- 1956 : Big Bill Blues (Disques Vogue)
- 1956 : Big Bill Broonzy (Philips)
- 1991 : Black Brown and White (Mercury/PolyGram)
- 2004 : The Godfather of Chicago Blues (Saga Blues)
- 2005 : The complete Vogue Rec (Sony)
- 2006 : Amsterdam Live Concerts 1953 (Munich Records)

## Filmographie
- Big Bill Blues (1956) de Jean Delire, Ours d'argent au festival de Berlin, (filmé dans un club à Bruxelles[21])

#### Biographies
- William Broonzy et Yannick Bruynoghe (préf. Hugues Panassié), Big Bill Blues : Mes blues, ma guitare et moi, Ludd, 1987 (1re éd. 1955), 212 p. (ISBN 978-2906305021), avec une lettre-introduction de Henry Miller
- (en) Kevin D. Greene, The Invention and Reinvention of Big Bill Broonzy, Chapel Hill, University of North Carolina Press, 2018, 242 p. (ISBN 978-1469646503, lire en ligne)
- (en) Roger House, Blue Smoke : The Recorded Journey of Big Bill Broonzy, Baton Rouge, Louisiana State University Press, 2010, 272 p. (ISBN 978-0807138090, présentation en ligne)
- (en) Bob Riesman (préf. Peter Guralnick), I Feel So Good : The Life and Times of Big Bill Broonzy, Chicago/Londres, University of Chicago Press, 2011, 324 p. (ISBN 978-0226717456, lire en ligne)
- André Vasset, Black Brother : La vie et l'œuvre de Big Bill Broonzy, Gerzat, imprimerie Decombat, 1996, 270 p. André Vasset, membre du Hot Club de France de Hugues Panassié, connut et fut l'hôte - et l'ami - de Big Bill bon nombre de fois lors de ses séjours en France.
- (en) Laurent Astier, The Big Bill Broonzy's Legend, Éditions Nocturne, coll. « BD Blues », 2007, 35 p. (ISBN 978-2-84907-190-8), bande dessinée avec 2 CD

#### Paroles et tablatures
- (en) Woody Mann, The Guitar of Big Bill Broonzy, Mel Bay Publications, coll. « Stefan Grossman's Guitar Workshop Audio », 2018, 24 p. (ISBN 978-15134-6182-3), avec 3 CD
- (en) Big Bill Broonzy : Guitar Collection, Hal Leonard, 2019, 82 p. (ISBN 978-1-5400-4011-4, lire en ligne)